# Dichotomius boreus
Dichotomius boreus là một loài bọ cánh cứng trong họ Bọ hung (Scarabaeidae).